# Dreiecksungleichung
Die Dreiecksungleichung ist in der Geometrie ein Satz, der besagt, dass eine Dreiecksseite höchstens so lang wie die Summe der beiden anderen Seiten ist. Das „höchstens“ schließt dabei den Sonderfall der Gleichheit ein. Die Dreiecksungleichung spielt auch in anderen Teilgebieten der Mathematik wie der Linearen Algebra oder der Funktionalanalysis eine wichtige Rolle.

## Formen der Dreiecksungleichung

### Für allgemeine Dreiecke
Nach der Dreiecksungleichung ist im Dreieck die Summe der Längen zweier Seiten {\displaystyle a} und {\displaystyle b} stets mindestens so groß wie die Länge der dritten Seite {\displaystyle c}:
{\displaystyle c\leq a+b}.
Man kann auch sagen, der Abstand von {\displaystyle A} nach {\displaystyle B} ist stets höchstens so groß wie der Abstand von {\displaystyle A} nach {\displaystyle C} und von {\displaystyle C} nach {\displaystyle B} zusammen, oder um es alltagssprachlich auszudrücken: „Der direkte Weg ist immer der kürzeste.“
Das Gleichheitszeichen gilt dabei nur, wenn {\displaystyle a} und {\displaystyle b} Teilstrecken von {\displaystyle c} sind – man spricht dann auch davon, dass das Dreieck „entartet“ sei.
Da aus Symmetriegründen auch {\displaystyle a\leq c+b} gilt, folgt {\displaystyle a-b\leq c}, analog erhält man {\displaystyle b-a\leq c}, insgesamt also
{\displaystyle \left|a-b\right|\leq c\leq a+b}.
Die linke Ungleichung {\displaystyle \left|a-b\right|\leq c} wird gelegentlich auch als umgekehrte Dreiecksungleichung bezeichnet.
Die Dreiecksungleichung charakterisiert Abstands- und Betragsfunktionen. Sie wird daher als ein Axiom für abstrakte Abstandsfunktionen in metrischen Räumen gesetzt.

### Für rechtwinklige Dreiecke
Ist {\displaystyle c} die Hypotenusenlänge und sind {\displaystyle a} und {\displaystyle b} die Kathetenlängen eines rechtwinkligen Dreiecks, so gilt die spezielle Dreiecksungleichung {\displaystyle a+b\leq c{\sqrt {2}}}.

Veranschaulichung für den Fall der Ungleichheit
Veranschaulichung für den Fall der Gleichheit

### Für reelle Zahlen
Für reelle Zahlen {\displaystyle a} und {\displaystyle b} gilt {\displaystyle |a+b|\leq |a|+|b|.}
Beweis
Für reelle Zahlen {\displaystyle a} und {\displaystyle b} gilt entweder  {\displaystyle a+b\geq 0} oder  {\displaystyle a+b<0}. Für den Fall {\displaystyle a+b\geq 0} gilt {\displaystyle |a+b|=a+b}, und die Summe {\displaystyle a+b} lässt sich wegen {\displaystyle a\leq |a|} und {\displaystyle b\leq |b|} nach oben abschätzen durch {\displaystyle a+b\leq |a|+|b|}. Insgesamt folgt somit {\displaystyle |a+b|\leq |a|+|b|}. Für den Fall {\displaystyle a+b<0} gilt {\displaystyle |a+b|=-(a+b)=-a-b}, und {\displaystyle -a-b} lässt sich wegen {\displaystyle -a\leq |a|} und {\displaystyle -b\leq |b|} ebenfalls durch {\displaystyle |a|+|b|} nach oben abschätzen, so dass auch in diesem Fall {\displaystyle |a+b|\leq |a|+|b|}.

#### Umgekehrte Dreiecksungleichung
Wie beim Dreieck lässt sich auch eine umgekehrte Dreiecksungleichung herleiten:
Aufgrund der Dreiecksungleichung gilt {\displaystyle |a+b|-|b|\leq |a|.} Einsetzen von {\displaystyle a:=x+y,\ b:=-y} gibt
{\displaystyle |x|-|y|\leq |x+y|.}
Setzt man stattdessen {\displaystyle b:=-x} so ergibt sich
{\displaystyle |y|-|x|\leq |x+y|,}
zusammen also (denn für beliebige reelle Zahlen {\displaystyle u} und {\displaystyle c} mit {\displaystyle u\leq c} und {\displaystyle -u\leq c} gilt auch {\displaystyle |u|\leq c})
{\displaystyle {\Big |}|x|-|y|{\Big |}\leq |x+y|\leq |x|+|y|.}
Ersetzt man {\displaystyle y} durch {\displaystyle -y,} so erhält man auch
{\displaystyle {\Big |}|x|-|y|{\Big |}\leq |x-y|\leq |x|+|y|.}
Insgesamt also
{\displaystyle {\Big |}|x|-|y|{\Big |}\leq |x\pm y|\leq |x|+|y|} für alle {\displaystyle x,\,y\in \mathbb {R} .}

### Für komplexe Zahlen
Für komplexe Zahlen gilt:
{\displaystyle |z_{1}{}+z_{2}|\leq |z_{1}|{+}|z_{2}|.}
Beweis
Da alle Seiten nichtnegativ sind, ist Quadrieren eine Äquivalenzumformung und man erhält
{\displaystyle z_{1}{\overline {z_{1}}}{+}z_{1}{\overline {z_{2}}}{+}{\underbrace {{\overline {z_{1}}}z_{2}} _{={\overline {z_{1}{\overline {z_{2}}}}}}}{+}z_{2}{\overline {z_{2}}}\ \leq \ z_{1}{\overline {z_{1}}}{+}2{\underbrace {|z_{1}z_{2}|} _{=|z_{1}{\overline {z_{2}}}|}}{+}z_{2}{\overline {z_{2}}},}
wobei der Überstrich komplexe Konjugation bedeutet. Streicht man identische Terme und setzt {\displaystyle z{\mathrel {:=\,}}z_{1}{\overline {z_{2}}},} so bleibt
{\displaystyle z{+}{\bar {z}}\leq 2{|z|}}
zu zeigen. Mit {\displaystyle z=u{+}iv} erhält man
{\displaystyle (u{+}iv){+}(u{-}iv)=2u\leq 2{\sqrt {u^{2}{+}v^{2}}}}
bzw.
{\displaystyle |u|\leq {\sqrt {u^{2}{+}v^{2}}},}
was wegen {\displaystyle 0\leq v^{2}\ } und der Monotonie der (reellen) Wurzelfunktion immer erfüllt ist.
Analog zum reellen Fall folgt aus dieser Ungleichung auch
{\displaystyle {\Big |}|z_{1}|{-}|z_{2}|{\Big |}\leq |z_{1}{\pm }z_{2}|\leq |z_{1}|{+}|z_{2}|} für alle {\displaystyle z_{1},\,z_{2}\in \mathbb {C} .}

### Von Betragsfunktionen für Körper
Zusammen mit anderen Forderungen wird eine Betragsfunktion für einen Körper {\displaystyle K} auch durch die Dreiecksungleichung
{\displaystyle \varphi (x+y)\leq \varphi (x)+\varphi (y)}
etabliert. Sie hat zu gelten für alle {\displaystyle x,y\in K.} Sind alle Forderungen (s. Artikel Betragsfunktion) erfüllt, dann ist {\displaystyle \varphi } eine Betragsfunktion für den Körper {\displaystyle K.}
Ist {\displaystyle \varphi (n)\leq 1} für alle ganzen {\displaystyle n:=\underbrace {1+\dots +1} _{n{\text{-mal}}}}, dann nennt man den Betrag nichtarchimedisch, andernfalls archimedisch. Bei nichtarchimedischen Beträgen gilt die verschärfte Dreiecksungleichung
{\displaystyle \varphi (x+y)\leq \max(\varphi (x),\varphi (y))}.
Sie macht den Betrag zu einem ultrametrischen. Umgekehrt ist jeder ultrametrische Betrag nichtarchimedisch.

### Für Summen und Integrale
Mehrmalige Anwendung der Dreiecksungleichung bzw. vollständige Induktion ergibt
{\displaystyle \left|\sum _{i=1}^{n}x_{i}\right|\leq \sum _{i=1}^{n}\left|x_{i}\right|}
für reelle oder komplexe Zahlen {\displaystyle x_{i}\;}. Diese Ungleichung gilt auch, wenn Integrale anstelle von Summen betrachtet werden:
Ist {\displaystyle f\colon [a,b]\to \mathbb {R} } eine Riemann-integrierbare Funktion, dann gilt
{\displaystyle \left|\int _{a}^{b}f(x)\,dx\right|\leq \int _{a}^{b}|f(x)|\,dx}.
Dies gilt auch für komplexwertige Funktionen {\displaystyle f\colon [a,b]\to \mathbb {C} }, vgl. Dann existiert nämlich eine komplexe Zahl {\displaystyle \alpha }, so dass
{\displaystyle \alpha \int _{a}^{b}f(x)\,dx=\left|\int _{a}^{b}f(x)\,dx\right|} und {\displaystyle |\alpha |=1\;}.
Da
{\displaystyle \left|\int _{a}^{b}f(x)\,dx\right|=\alpha \int _{a}^{b}f(x)\,dx=\int _{a}^{b}\alpha \,f(x)\,dx=\int _{a}^{b}\operatorname {Re} (\alpha f(x))\,dx+i\,\int _{a}^{b}\operatorname {Im} (\alpha f(x))\,dx}
reell ist, muss {\displaystyle \int _{a}^{b}\operatorname {Im} (\alpha f(x))\,dx} gleich Null sein. Außerdem gilt
{\displaystyle \operatorname {Re} (\alpha f(x))\leq |\alpha f(x)|=|f(x)|},
insgesamt also
{\displaystyle \left|\int _{a}^{b}f(x)\,dx\right|=\int _{a}^{b}\operatorname {Re} (\alpha f(x))\,dx\leq \int _{a}^{b}|f(x)|\,dx}.

### Für Vektoren
Für Vektoren gilt:
{\displaystyle \left|{\vec {a}}+{\vec {b}}\right|\leq |{\vec {a}}|+|{\vec {b}}|}.
Aus der geometrischen Definition und der Distributivität des Skalarprodukts folgt nämlich
{\displaystyle \left|{\vec {a}}+{\vec {b}}\right|^{2}=\left({\vec {a}}+{\vec {b}}\right)\cdot \left({\vec {a}}+{\vec {b}}\right)={\vec {a}}\cdot {\vec {a}}+2\,{\vec {a}}\cdot {\vec {b}}+{\vec {b}}\cdot {\vec {b}}=\left|{\vec {a}}\right|^{2}+2\,{\vec {a}}\cdot {\vec {b}}+|{\vec {b}}|^{2}}.
Mit der Cauchy-Schwarzschen Ungleichung {\displaystyle {\vec {a}}\cdot {\vec {b}}\leq |{\vec {a}}|\cdot |{\vec {b}}|} erhält man hieraus
{\displaystyle \left|{\vec {a}}+{\vec {b}}\right|^{2}\leq \left|{\vec {a}}\right|^{2}+2|{\vec {a}}||{\vec {b}}|+|{\vec {b}}|^{2}=\left(\left|{\vec {a}}\right|+|{\vec {b}}|\right)^{2}}.
Ziehen der Wurzel ergibt schließlich die Behauptung.
Auch hier folgt wie im reellen Fall
{\displaystyle \left||{\vec {a}}|-|{\vec {b}}|\right|\leq \left|{\vec {a}}\pm {\vec {b}}\right|\leq |{\vec {a}}|+|{\vec {b}}|}
sowie
{\displaystyle \left|\sum _{i=1}^{n}{\vec {a}}_{i}\right|\leq \sum _{i=1}^{n}\left|{\vec {a}}_{i}\right|.}

### Für sphärische Dreiecke

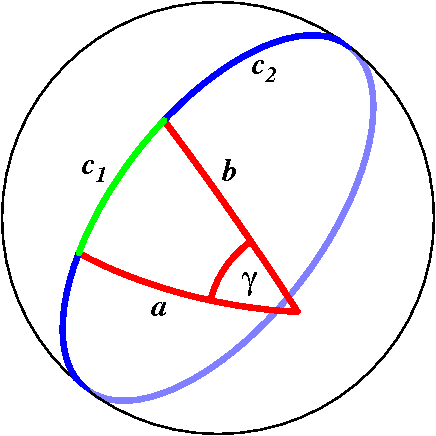
Zwei sphärische Dreiecke

In sphärischen Dreiecken gilt die Dreiecksungleichung im Allgemeinen nicht.
Sie gilt jedoch, wenn man sich auf eulersche Dreiecke beschränkt, also solche, in denen jede Seite kürzer als ein halber Großkreis ist.
In nebenstehender Abbildung gilt zwar
{\displaystyle \left|a-b\right|\leq c_{1}\leq a+b,}
jedoch ist {\displaystyle c_{2}>a+b}.

### Für normierte Räume
In einem normierten Raum {\displaystyle \left(X,\|{\cdot }\|\right)} wird die Dreiecksungleichung in der Form
{\displaystyle \|x+y\|\leq \|x\|+\|y\|}
als eine der Eigenschaften gefordert, die die Norm für alle {\displaystyle x,y\in X\;}erfüllen muss. Insbesondere folgt auch hier
{\displaystyle {\Big |}\|x\|-\|y\|{\Big |}\leq \|x\pm y\|\leq \|x\|+\|y\|}
sowie
{\displaystyle \left\|\sum _{i=1}^{n}x_{i}\right\|\leq \sum _{i=1}^{n}\|x_{i}\|} für alle {\displaystyle x_{i}\in X\;}.
Im Spezialfall der Lp-Räume wird die Dreiecksungleichung Minkowski-Ungleichung genannt und mittels der Hölderschen Ungleichung bewiesen.

### Für metrische Räume
In einem metrischen Raum {\displaystyle \left(X,d\right)} wird als Axiom für die abstrakte Abstandsfunktion verlangt, dass die Dreiecksungleichung in der Form
{\displaystyle d(x,y)\leq d(x,z)+d(z,y)}
für alle {\displaystyle x,y,z\in X} erfüllt ist. In jedem metrischen Raum gilt also per Definition die Dreiecksungleichung. Daraus lässt sich ableiten, dass in einem metrischen Raum auch die umgekehrte Dreiecksungleichung
{\displaystyle \left|d(x,z)-d(z,y)\right|\leq d(x,y)}
für alle {\displaystyle x,y,z\in X} gilt. Außerdem gilt für beliebige {\displaystyle x_{i}\in X\;} die Ungleichung
{\displaystyle d(x_{0},x_{n})\leq \sum _{i=1}^{n}d(x_{i-1},x_{i})}.